# Лаксельв (аеропорт)
Аеропорт Лаксельв (норв. Lakselv lufthavn; (IATA: LKL, ICAO: ENNA)) — міжнародний аеропорт, розташований у Банаку, за 1.5 км на північ від Лаксельва, у комуні Порсангер, фюльке Фіннмарк, Норвегія. Аеропорт, розташований спільно з військовою станцією Group Banak, належить і управляється державною компанією Avinor. Аеропорт також називається аеропортом мису Нордкап, хоча мис Нордкап розташований за 190 км, а найближчий аеропорт до нього — аеропорт Гоннінгсвог.
Злітно-посадкова смуга має довжину 2 788 м і майже вирівняна з півночі на південь. Аеропорт обслуговує Danish Air Transport, що здійснює щоденні прямі рейси до Тромсе. Щотижня Scandinavian Airlines пропонує прямі рейси з Лаксельва до Осло окрім сезонних міжнародних чартерних рейсів. У 2012 році аеропорт осблужив 71 763 пасажири. Окрім Порсангера, зона обслуговування аеропорту включає Карасьок, Масой і Лебесбі.
Аеродром був побудований з трикутними злітно-посадковими смугами в 1938 році. У 1940 році Люфтваффе розширили його та заклали дві дерев'яні злітно-посадкові смуги. У 1945 році аеропорт перейшов до NoRAF, а в 1952 році його було закинуто. Летовище знову відкрилось в 1963 році і в основному фінансувалося Організацією Північноатлантичного договору (НАТО). Scandinavian Airlines здійснювали рейси з аеропорту до інших основних аеропортів у Фіннмарку, а також до Тромсе та Осло. Злітно-посадкова смуга була подовжена в 1968 році. З 1990 року польоти почала здійснювати SAS Commuter, а прямі рейси до Осло були припинені. З середини 1990-х з Банака періодично здійснюються чартерні рейси. Widerøe почав обслуговувати SAS у 2002 році. У 2022 році Danish Air Transport почав виконувати рейси до та з Тромсе.

## Історія

### Перший аеропорт
Військові міркування призвели до пропозиції побудови аеропорту в Лаксельві. Незважаючи на політику нейтралітету Норвегії, існував страх, що Норвегія може бути окупована іноземними державами, які хотіли скористатися стратегічним становищем країни. Тому військові хотіли побудувати аеродроми по всій країні, щоб збільшити мобільність військово-повітряних сил. Особливо Фіннмарк вважався ключовим місцем, враховуючи посилення радянської мілітаризації на Кольському півострові. Збільшення військового фінансування було надано, починаючи з 1937 і наступного року. Результатом стала трикутна злітно-посадкова смуга, побудована в Банаку.

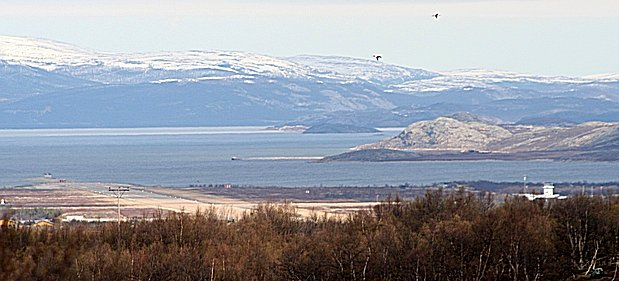
Огляд злітної смуги

Під час німецька окупація Норвегії у Другій світовій війні Банак був захоплений Люфтваффе. Вони планували атаку на СРСР з Фіннмарка і вирішили призначити Лаксельв своєю основною авіабазою в Північній Норвегії. До вересня 1940 року головну злітно-посадкову смугу було розширено до 1000 м з дерев'яною поверхнею. Крім того, було побудовано три ангари, що дозволило розмістити на авіабазі бомбардувальники. Основною функцією авіабази була атака арктичних конвоїв. До 1943 року було дві паралельні злітно-посадкові смуги, обидві довжиною 1 800 м. Аеровокзал був підірваний у жовтні 1944 року під час операції «Нордліхт», відступу німців із Фінмарку.
Королівські ВПС Норвегії взяли під контроль аеродром у 1945 році та почали його реконструкцію. У 1945 році ВВС виконували регулярні рейси з авіабази Бардуфос через Банак до аеропорту Кіркенес; в Бардуфосі був запропонований відповідний рейс до Осло. Рейси тривали лише один сезон. Пізніше злітно-посадкову смугу використовували для обслуговування санітарної авіації. Наприкінці 1940-х років частина дерев'яної злітно-посадкової смуги була знята та використана для інших будівельних проектів.
Інтерес до Банака зріс із чехословацьким заколотом 1948 року та побоюваннями радянської інтервенції до Норвегії. Особливий інтерес для військових викликав Фіннмарк, розташований на кордоні Норвегії та СРСР. Хоча були сформульовані конкретні плани, будівництво так і не було здійснено. Вступ Норвегії до Організації Північноатлантичного договору (НАТО) у 1949 році мав драматичний вплив на військову стратегію та Банак. Аеропорт планували принести в жертву та використати для затримки атакуючих сил під час можливого радянського вторгнення. Аеродром було закрито в 1952 році, але злітно-посадкова смуга залишилася з короткою ділянкою дерев'яної злітно-посадкової смуги, що не обслуговувалась і в іншому випадку складається з трав'яної смуги. Час від часу використовувався малою авіацією.

### Повторне відновлення
Інтерес військових лідерів до аеропорту в Банаку повернувся в 1955 році. Для військово-повітряних сил головне занепокоєння полягало в тому, що вони не зможуть дістатися до найсхідніших частин Норвегії з головної авіабази Буде. Це призвело до кількох порушень Радянським Союзом повітряного простору Норвегії. Були розглянуті альтернативні місця, такі як Каутокейно, де був побудований радар. НАТО підтримало реконструкцію Банака, частково через посилення уваги до стратегії флангового маневру, а також для того, щоб служити частиною ядерної програми. НАТО було готове надати фінансування в 1957 році, але влада Норвегії хотіла відкласти її будівництво, посилаючись на відсутність персоналу для обслуговування станції та на те, що вона не може використовуватися під час війни. У 1957 році уряд вирішив не дозволяти зберігати ядерні боєголовки в Норвегії в мирний час, таким чином усунувши стратегічну потребу НАТО в Банаку. Тому аеропорт вилучили з інвестиційної програми.
До 1959 року США були стурбовані тим, що мілітаризація Кольського півострова стане головною точкою нападу СРСР на Північну Америку. Виникла нова дискусія щодо розташування, головними альтернативами були Алта та Каутокейно. За оцінками, Лаксельв коштував 4,9 мільйона норвезьких крон (NOK), на 2,8 мільйона менше, ніж Алта; він мав кращі можливості посадки за приладами та погодні умови; це дозволило побудувати довшу злітно-посадкову смугу. Головна перевага Алти полягала в тому, що вона краще підходила для цивільного руху. Уряд і парламент схвалили будівництво Банака в 1959 році за умови отримання фінансування НАТО. Будівництво було оцінено в 8,9 мільйона норвезьких крон, що включала 2000 м злітно-посадкової смуги, втім брак фінансування означав, що аеропорт не відповідатиме всім стандартам авіабаз НАТО. Проект був схвалений НАТО 1 червня 1960 року і парламентом 5 серпня.

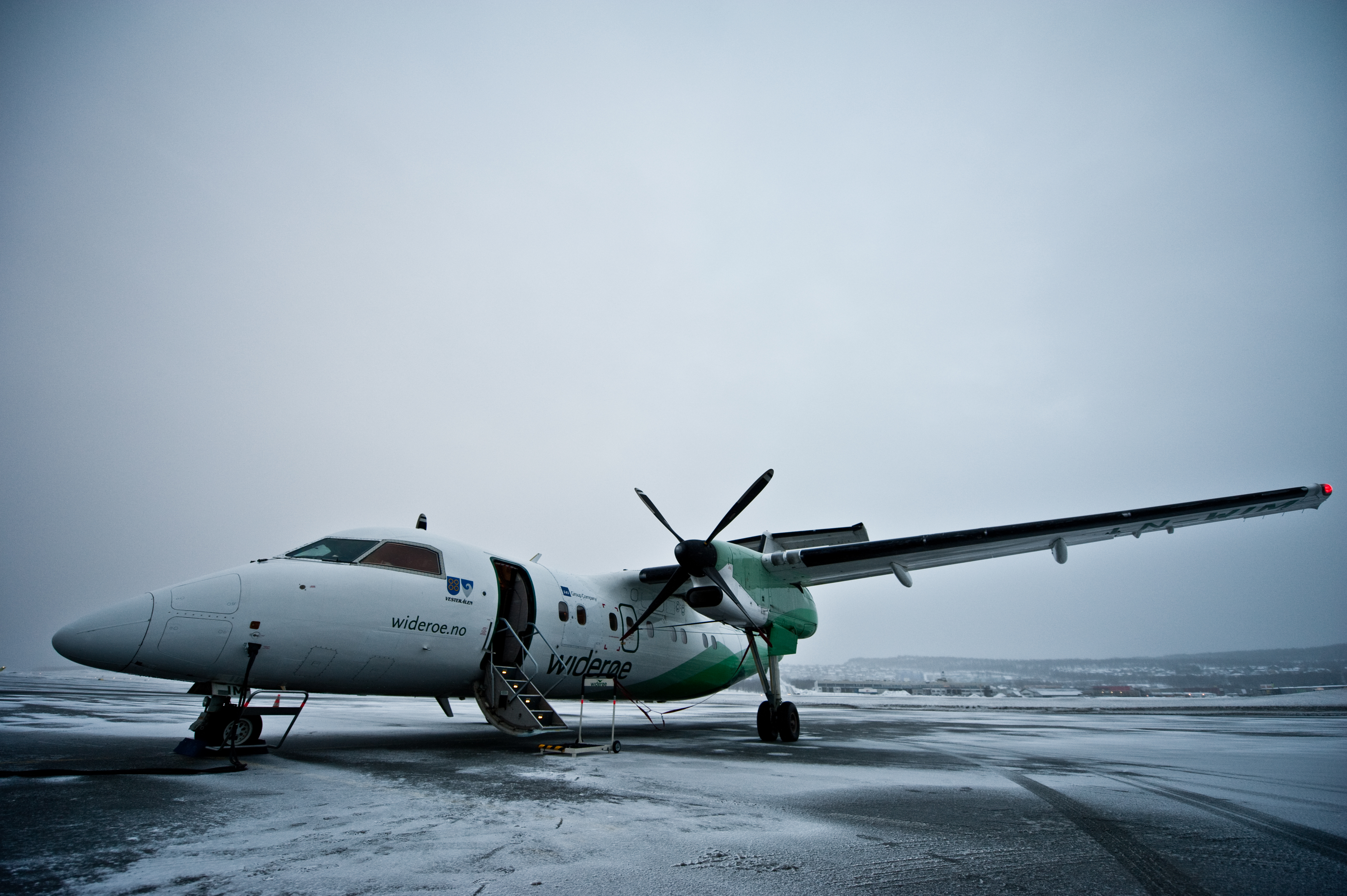
Widerøe de Havilland Canada Dash 8-100

Будівництво велося одночасно в Банаку, Алті та Кіркенесі, що разом дало Фіннмарку три основні аеропорти. Усі три аеропорти відкрилися 4 травня 1963, тоді як аеропорт Тромсе відкрився наступного року. Послуги спочатку здійснювалися компанією Scandinavian Airlines System (SAS). Спочатку авіакомпанія використовувала 56-пасажирський літак Convair CV-440 Metropolitan, який літав на південь до Осло в поєднанні з рейсами до Алти та Кіркенеса, а з 1964 року також до Тромсе. Загальна схема маршруту багатопланових рейсів з Осло до Фінмарка залишалася до 1990 року.

## Зручності
В аеропорту Лаксельв є кафе та магазин безмитної торгівлі. Під час міжнародних рейсів в аеропорту працюють митники та поліція. Є таксі та автобус до аеропорту; є 172 платні паркомісця. Злітно-посадкова смуга має довжину 2 788 м і напрямок 17–35 (приблизно північ–південь). Здебільшого це асфальт, хоча деякі частини бетонні. Для обох напрямків є система посадки за приладами I категорії. У 2012 році в аеропорту було перевезено 71 763 пасажири, здійснено 3 699 рейсів і оброблено 330 тонн вантажів.

## Авіалінії та напрямки
| Авіакомпанія          | Пункт призначення |
| --------------------- | ----------------- |
| DAT                   | Тромсе            |
| Scandinavian Airlines | Осло-Гардермуен   |

## Статистика
Див. джерело запитів Вікіданих та джерела.

## Аварії та інциденти
- 12 червня 1985 року літак F-16B з двома людьми на борту зіткнувся з проблемами керування на північ від Банака. Пілот катапультувався та вижив, а офіцер загинув.[34]
- 23 березня 1992 року F-16A втратив потужність на 5500 метрів висоти. Пілот вижив після того, як націлив літак на безлюдний район і катапультувався на висоті 1400 метрів.[35]
- 29 червня 2005 року мікролітак ICP Savannah розбився лише через кілька хвилин після вильоту з Банака з двома пілотами-інструкторами на борту. В результаті аварії загинули обидва інструктори.[36]